# Лахса (эялет)
Эялет Лахса (осман. ایالت لحسا; Eyālet-i Laḥsā‎; тур. Lahsa Eyaleti) — эялет Османской империи, включавший территории современных Кувейта, Катара и Саудовской Аравии. 
Земли будущего эялета были заняты османскими войсками в середине XVI века, и турки правили на них с разной степенью эффективности в течение следующих 130 лет.

## История
Бейлербейлик Аль-Хаса был образован в 1552 году, в первую очередь для защиты Басры в её торговле с Индией от португальских атак на побережье и судоходство в Персидском заливе. В марте 1552 в Лахсе, крупнейшем городе региона, был установлен османский гарнизон. В течение первых нескольких лет после турецкого завоевания Лахса входила в состав эялета Басра К 1560 году местный главнокомандующий был назначен бейлербеем Лахсы.
Первая попытка вторжения в Бахрейн из Лахсы турками была осуществлена летом 1559 года, когда бейлербей Лахсы Мустафа-паша отправил туда от 600 до 1 000 воинов. Он действовал самостоятельно и, видимо, желал произвести впечатление на османского султана Сулеймана Великолепного. Этот поход закончился плачевно: османские силы капитулировали, и за их освобождение пришлось заплатить выкуп в размере 1 миллиона акче. Они вернулись в Лахсу в марте или апреле 1560 года, к тому времени Мустафа-паша по неизвестной причине скончался.
Воспользовавшись отсутствием большей части гарнизона в Лахсе, лидеры племени Бани Халид, ранее властвовавшем в этой области, восстали против османской власти, заняв Лахсу и сделав Мубарраз своей столицей. С назначением нового бейлербея и приходом новых войск османы восстановили контроль над эялетом.
Португальская эскадра, располагавшаяся в Ормузском проливе и таким образом контролировавшая все морские пути в Персидском заливе, нападала на Аль-Катиф в 1552, 1559 и 1573 годах. В 1566 османами были предприняты попытки установить мирные соглашения с португальцами по поводу Ормузского пролива. В 1568 году турки произвели ряд приготовлений к военно-морской экспедиции для захвата Бахрейна, но восстание в Йемене в том же году пресекло все подобные планы.
Впоследствии османы вновь предпринимали попытки захватить Бахрейн, но большую часть времени им приходилось думать о защите эялета, особенно после начала очередной турецко-персидской войны в 1578 году. Бейлербей Лахсы Ахмед-бей стал непопулярным среди народа и был свергнут в 1580 году после двух лет неспокойного правления. Вскоре после этого османы подписали мирный договор с шахом Аббасом в сентябре 1591 года. Бейлербею Лахсы было разрешено завоевать Бахрейн, но с его стороны не последовало никаких попыток этого.
В то же время турки предоставили шейхам племени Бани Халид ряд административных должностей и содержание, но племя так никогда полностью не попало под османскую власть.
В 1669—1670 годах Бану Халид наконец смогли победить османский гарнизон в Аль-Ахсе, разрешив турецкой администрации беспрепятственно покинуть Аль-Ахсу. В 1670 Бану Халид создали независимое государство Халидский эмират.

## Административное деление
| Санджаки эялета Лахса в XVI веке: 1. Санджак Уюн (с 1560 года) 2. Санджак Бадийе (пустыня; с 1560 года) 3. Санджак Тухаймиях (после 1578 года) 4. Санджак Себрин (после 1578 года) 5. Санджак Сиссе (после 1573 года) 6. Санджак Мубарраз (после 1573 года) | Санджаки эялета Лахса в XVII веке: 1. Санджак Айвен 2. Санджак Сакул 3. Санджак Негнийе 4. Санджак Нетиф 5. Санджак Бендеразир 6. Санджак Гириз |